# Lista di asteroidi (524001-525000)
Di seguito una lista di asteroidi dal numero 524001 al 525000 con data di scoperta e scopritore.

## 524001–524100
| Nome     | Designazione provvisoria | Data di scoperta | Scopritore  |
| -------- | ------------------------ | ---------------- | ----------- |
| 524001 - | 1999 TG307               | 3 ottobre 1999   | Spacewatch  |
| 524002 - | 1999 TX313               | 9 ottobre 1999   | LINEAR      |
| 524003 - | 1999 TX318               | 12 ottobre 1999  | Spacewatch  |
| 524004 - | 1999 TZ334               | 13 ottobre 1999  | Spacewatch  |
| 524005 - | 1999 TP336               | 11 ottobre 1999  | Spacewatch  |
| 524006 - | 1999 UA23                | 31 ottobre 1999  | Spacewatch  |
| 524007 - | 1999 UT44                | 30 ottobre 1999  | CSS         |
| 524008 - | 1999 UP46                | 3 ottobre 1999   | LINEAR      |
| 524009 - | 1999 UU53                | 19 ottobre 1999  | Spacewatch  |
| 524010 - | 1999 UU59                | 31 ottobre 1999  | Spacewatch  |
| 524011 - | 1999 VG41                | 1º novembre 1999 | Spacewatch  |
| 524012 - | 1999 VH85                | 6 novembre 1999  | Spacewatch  |
| 524013 - | 1999 VZ118               | 3 novembre 1999  | Spacewatch  |
| 524014 - | 1999 VT119               | 3 novembre 1999  | Spacewatch  |
| 524015 - | 1999 VD126               | 9 novembre 1999  | Spacewatch  |
| 524016 - | 1999 VN128               | 29 ottobre 1999  | Spacewatch  |
| 524017 - | 1999 VS149               | 14 novembre 1999 | LINEAR      |
| 524018 - | 1999 VW182               | 9 novembre 1999  | LINEAR      |
| 524019 - | 1999 VG208               | 1º novembre 1999 | Spacewatch  |
| 524020 - | 1999 VG214               | 1º novembre 1999 | Spacewatch  |
| 524021 - | 1999 WK15                | 29 novembre 1999 | Spacewatch  |
| 524022 - | 1999 WV20                | 16 novembre 1999 | Spacewatch  |
| 524023 - | 1999 WH23                | 17 novembre 1999 | Spacewatch  |
| 524024 - | 1999 WO27                | 28 novembre 1999 | Spacewatch  |
| 524025 - | 1999 XT54                | 7 dicembre 1999  | LINEAR      |
| 524026 - | 1999 XF138               | 2 dicembre 1999  | Spacewatch  |
| 524027 - | 1999 XF224               | 13 dicembre 1999 | Spacewatch  |
| 524028 - | 1999 XM232               | 7 dicembre 1999  | Spacewatch  |
| 524029 - | 1999 XJ253               | 12 dicembre 1999 | Spacewatch  |
| 524030 - | 1999 XS253               | 12 dicembre 1999 | Spacewatch  |
| 524031 - | 1999 XJ258               | 4 dicembre 1999  | Spacewatch  |
| 524032 - | 1999 YQ25                | 27 dicembre 1999 | Spacewatch  |
| 524033 - | 2000 AN145               | 6 gennaio 2000   | LINEAR      |
| 524034 - | 2000 AV164               | 22 maggio 2006   | Spacewatch  |
| 524035 - | 2000 AM211               | 5 gennaio 2000   | Spacewatch  |
| 524036 - | 2000 AS225               | 12 gennaio 2000  | Spacewatch  |
| 524037 - | 2000 AA234               | 27 dicembre 1999 | Spacewatch  |
| 524038 - | 2000 AS257               | 27 dicembre 1999 | Spacewatch  |
| 524039 - | 2000 AA258               | 12 gennaio 2000  | Spacewatch  |
| 524040 - | 2000 BK20                | 26 gennaio 2000  | Spacewatch  |
| 524041 - | 2000 BJ43                | 28 gennaio 2000  | Spacewatch  |
| 524042 - | 2000 BX44                | 28 gennaio 2000  | Spacewatch  |
| 524043 - | 2000 BE47                | 30 gennaio 2000  | Spacewatch  |
| 524044 - | 2000 CP69                | 1º febbraio 2000 | Spacewatch  |
| 524045 - | 2000 CF74                | 7 febbraio 2000  | Spacewatch  |
| 524046 - | 2000 CR78                | 8 febbraio 2000  | Spacewatch  |
| 524047 - | 2000 CF96                | 11 febbraio 2000 | Spacewatch  |
| 524048 - | 2000 CC98                | 7 febbraio 2000  | Spacewatch  |
| 524049 - | 2000 CQ105               | 5 febbraio 2000  | M. W. Buie  |
| 524050 - | 2000 CQ106               | 11 aprile 1996   | Spacewatch  |
| 524051 - | 2000 CR126               | 1º febbraio 2000 | Spacewatch  |
| 524052 - | 2000 CR127               | 2 febbraio 2000  | Spacewatch  |
| 524053 - | 2000 CK143               | 4 febbraio 2000  | Spacewatch  |
| 524054 - | 2000 DV16                | 29 febbraio 2000 | LINEAR      |
| 524055 - | 2000 DX67                | 29 febbraio 2000 | LINEAR      |
| 524056 - | 2000 DD89                | 26 febbraio 2000 | Spacewatch  |
| 524057 - | 2000 EK5                 | 2 marzo 2000     | Spacewatch  |
| 524058 - | 2000 EV22                | 3 marzo 2000     | Spacewatch  |
| 524059 - | 2000 EM55                | 11 marzo 2000    | P. G. Comba |
| 524060 - | 2000 EP67                | 10 marzo 2000    | LINEAR      |
| 524061 - | 2000 EK72                | 10 marzo 2000    | Spacewatch  |
| 524062 - | 2000 EG102               | 14 marzo 2000    | Spacewatch  |
| 524063 - | 2000 EG161               | 3 marzo 2000     | LINEAR      |
| 524064 - | 2000 EQ163               | 3 marzo 2000     | LINEAR      |
| 524065 - | 2000 EM205               | 12 marzo 2000    | Spacewatch  |
| 524066 - | 2000 EO208               | 12 marzo 2000    | Spacewatch  |
| 524067 - | 2000 EQ208               | 3 marzo 2000     | Spacewatch  |
| 524068 - | 2000 FA67                | 25 marzo 2000    | Spacewatch  |
| 524069 - | 2000 FV68                | 27 marzo 2000    | Spacewatch  |
| 524070 - | 2000 FQ70                | 29 marzo 2000    | Spacewatch  |
| 524071 - | 2000 GY21                | 5 aprile 2000    | LINEAR      |
| 524072 - | 2000 GS34                | 5 aprile 2000    | LINEAR      |
| 524073 - | 2000 GM64                | 5 aprile 2000    | LINEAR      |
| 524074 - | 2000 GA121               | 5 aprile 2000    | Spacewatch  |
| 524075 - | 2000 GT129               | 27 marzo 2000    | Spacewatch  |
| 524076 - | 2000 GB145               | 7 aprile 2000    | Spacewatch  |
| 524077 - | 2000 GW149               | 5 aprile 2000    | LINEAR      |
| 524078 - | 2000 GD151               | 25 marzo 2000    | Spacewatch  |
| 524079 - | 2000 GL175               | 1º aprile 2000   | Spacewatch  |
| 524080 - | 2000 GP176               | 2 aprile 2000    | Spacewatch  |
| 524081 - | 2000 GK182               | 2 aprile 2000    | Spacewatch  |
| 524082 - | 2000 HA1                 | 24 aprile 2000   | Spacewatch  |
| 524083 - | 2000 HC1                 | 24 aprile 2000   | Spacewatch  |
| 524084 - | 2000 HU91                | 30 aprile 2000   | Spacewatch  |
| 524085 - | 2000 HC93                | 29 aprile 2000   | LINEAR      |
| 524086 - | 2000 JM94                | 9 maggio 2000    | Spacewatch  |
| 524087 - | 2000 KE5                 | 28 maggio 2000   | LINEAR      |
| 524088 - | 2000 KW35                | 27 maggio 2000   | LINEAR      |
| 524089 - | 2000 KV38                | 24 maggio 2000   | Spacewatch  |
| 524090 - | 2000 KW71                | 28 maggio 2000   | Spacewatch  |
| 524091 - | 2000 NW28                | 2 luglio 2000    | Spacewatch  |
| 524092 - | 2000 OL2                 | 28 luglio 2000   | P. G. Comba |
| 524093 - | 2000 PF4                 | 1º agosto 2000   | LINEAR      |
| 524094 - | 2000 QP25                | 26 agosto 2000   | LINEAR      |
| 524095 - | 2000 QP30                | 25 agosto 2000   | LINEAR      |
| 524096 - | 2000 QB34                | 24 agosto 2000   | LINEAR      |
| 524097 - | 2000 QR34                | 26 agosto 2000   | LINEAR      |
| 524098 - | 2000 QV38                | 24 agosto 2000   | LINEAR      |
| 524099 - | 2000 QJ56                | 26 agosto 2000   | LINEAR      |
| 524100 - | 2000 QA108               | 29 agosto 2000   | LINEAR      |

## 524101–524200
| Nome     | Designazione provvisoria | Data di scoperta  | Scopritore  |
| -------- | ------------------------ | ----------------- | ----------- |
| 524101 - | 2000 QL147               | 24 agosto 2000    | LINEAR      |
| 524102 - | 2000 QA148               | 31 agosto 2000    | LINEAR      |
| 524103 - | 2000 QG166               | 31 agosto 2000    | LINEAR      |
| 524104 - | 2000 QO172               | 31 agosto 2000    | LINEAR      |
| 524105 - | 2000 QX179               | 30 agosto 2000    | Spacewatch  |
| 524106 - | 2000 QN221               | 21 agosto 2000    | LONEOS      |
| 524107 - | 2000 QF225               | 29 agosto 2000    | LINEAR      |
| 524108 - | 2000 QQ243               | 20 agosto 2000    | Spacewatch  |
| 524109 - | 2000 QT250               | 21 agosto 2000    | LONEOS      |
| 524110 - | 2000 RO36                | 2 settembre 2000  | P. G. Comba |
| 524111 - | 2000 RE58                | 7 settembre 2000  | Spacewatch  |
| 524112 - | 2000 RS77                | 9 settembre 2000  | L. Kotková  |
| 524113 - | 2000 RX107               | 25 novembre 2011  | Pan-STARRS  |
| 524114 - | 2000 SB1                 | 18 settembre 2000 | LINEAR      |
| 524115 - | 2000 SY9                 | 23 settembre 2000 | LINEAR      |
| 524116 - | 2000 SF21                | 23 settembre 2000 | LINEAR      |
| 524117 - | 2000 SV23                | 23 settembre 2000 | LINEAR      |
| 524118 - | 2000 SW23                | 23 settembre 2000 | LINEAR      |
| 524119 - | 2000 SD54                | 24 settembre 2000 | LINEAR      |
| 524120 - | 2000 SR94                | 1º settembre 2000 | LINEAR      |
| 524121 - | 2000 SN97                | 23 settembre 2000 | LINEAR      |
| 524122 - | 2000 SR100               | 23 settembre 2000 | LINEAR      |
| 524123 - | 2000 SB131               | 22 settembre 2000 | LINEAR      |
| 524124 - | 2000 SC131               | 22 settembre 2000 | LINEAR      |
| 524125 - | 2000 SE135               | 23 settembre 2000 | LINEAR      |
| 524126 - | 2000 SO185               | 21 settembre 2000 | LINEAR      |
| 524127 - | 2000 SD189               | 22 settembre 2000 | LONEOS      |
| 524128 - | 2000 SC195               | 24 settembre 2000 | LINEAR      |
| 524129 - | 2000 SB236               | 24 settembre 2000 | LINEAR      |
| 524130 - | 2000 SZ326               | 29 settembre 2000 | Spacewatch  |
| 524131 - | 2000 SU341               | 24 settembre 2000 | Spacewatch  |
| 524132 - | 2000 SA342               | 24 settembre 2000 | Spacewatch  |
| 524133 - | 2000 SV345               | 20 settembre 2000 | M. W. Buie  |
| 524134 - | 2000 SV355               | 29 settembre 2000 | LONEOS      |
| 524135 - | 2000 SU360               | 22 settembre 2000 | LONEOS      |
| 524136 - | 2000 SD372               | 28 settembre 2000 | LINEAR      |
| 524137 - | 2000 TB12                | 1º ottobre 2000   | LINEAR      |
| 524138 - | 2000 TX29                | 4 ottobre 2000    | LINEAR      |
| 524139 - | 2000 TY30                | 3 ottobre 2000    | Spacewatch  |
| 524140 - | 2000 TB31                | 4 ottobre 2000    | Spacewatch  |
| 524141 - | 2000 UL1                 | 18 ottobre 2000   | Spacewatch  |
| 524142 - | 2000 UY11                | 25 ottobre 2000   | Spacewatch  |
| 524143 - | 2000 UD16                | 3 ottobre 2000    | LINEAR      |
| 524144 - | 2000 UC96                | 25 ottobre 2000   | LINEAR      |
| 524145 - | 2000 VE3                 | 1º novembre 2000  | LINEAR      |
| 524146 - | 2000 VV11                | 1º novembre 2000  | LINEAR      |
| 524147 - | 2000 VO58                | 5 novembre 2000   | Spacewatch  |
| 524148 - | 2000 WE3                 | 19 novembre 2000  | LINEAR      |
| 524149 - | 2000 WE5                 | 19 novembre 2000  | LINEAR      |
| 524150 - | 2000 WJ10                | 19 novembre 2000  | LONEOS      |
| 524151 - | 2000 WV34                | 20 novembre 2000  | LINEAR      |
| 524152 - | 2000 WQ51                | 27 novembre 2000  | Spacewatch  |
| 524153 - | 2000 WR63                | 7 ottobre 2000    | LONEOS      |
| 524154 - | 2000 WW63                | 24 novembre 2000  | Spacewatch  |
| 524155 - | 2000 WA64                | 24 novembre 2000  | Spacewatch  |
| 524156 - | 2000 WB64                | 24 novembre 2000  | Spacewatch  |
| 524157 - | 2000 WE64                | 25 novembre 2000  | Spacewatch  |
| 524158 - | 2000 WV65                | 28 novembre 2000  | Spacewatch  |
| 524159 - | 2000 WM105               | 27 novembre 2000  | Spacewatch  |
| 524160 - | 2000 WM149               | 28 novembre 2000  | Spacewatch  |
| 524161 - | 2000 WK166               | 2 novembre 2000   | Spacewatch  |
| 524162 - | 2000 WB185               | 29 novembre 2000  | Spacewatch  |
| 524163 - | 2000 XH                  | 1º dicembre 2000  | Spacewatch  |
| 524164 - | 2000 YU3                 | 18 dicembre 2000  | Spacewatch  |
| 524165 - | 2000 YC9                 | 21 dicembre 2000  | Spacewatch  |
| 524166 - | 2000 YN23                | 28 dicembre 2000  | Spacewatch  |
| 524167 - | 2000 YR37                | 27 novembre 2000  | LINEAR      |
| 524168 - | 2000 YK140               | 25 dicembre 2000  | Spacewatch  |
| 524169 - | 2001 AN1                 | 2 gennaio 2001    | Spacewatch  |
| 524170 - | 2001 BO37                | 21 gennaio 2001   | LINEAR      |
| 524171 - | 2001 BR81                | 20 gennaio 2001   | Spacewatch  |
| 524172 - | 2001 DQ42                | 13 febbraio 2001  | Spacewatch  |
| 524173 - | 2001 DG64                | 19 febbraio 2001  | LINEAR      |
| 524174 - | 2001 DJ72                | 19 febbraio 2001  | LINEAR      |
| 524175 - | 2001 DJ90                | 22 febbraio 2001  | Spacewatch  |
| 524176 - | 2001 FW31                | 22 marzo 2001     | Spacewatch  |
| 524177 - | 2001 FD84                | 26 marzo 2001     | Spacewatch  |
| 524178 - | 2001 FJ85                | 26 marzo 2001     | Spacewatch  |
| 524179 - | 2001 FQ185               | 26 marzo 2001     | M. W. Buie  |
| 524180 - | 2001 FT193               | 19 marzo 2001     | LONEOS      |
| 524181 - | 2001 FY196               | 4 marzo 2013      | Pan-STARRS  |
| 524182 - | 2001 HF7                 | 18 aprile 2001    | Spacewatch  |
| 524183 - | 2001 HN24                | 27 aprile 2001    | Spacewatch  |
| 524184 - | 2001 HU68                | 16 aprile 2001    | Spacewatch  |
| 524185 - | 2001 KF18                | 22 maggio 2001    | LONEOS      |
| 524186 - | 2001 KA55                | 26 maggio 2001    | Spacewatch  |
| 524187 - | 2001 OJ78                | 26 luglio 2001    | NEAT        |
| 524188 - | 2001 PU58                | 14 agosto 2001    | NEAT        |
| 524189 - | 2001 PH67                | 1º agosto 2001    | NEAT        |
| 524190 - | 2001 QB52                | 16 agosto 2001    | LINEAR      |
| 524191 - | 2001 QJ72                | 21 agosto 2001    | Spacewatch  |
| 524192 - | 2001 QW130               | 20 agosto 2001    | LINEAR      |
| 524193 - | 2001 QQ145               | 24 agosto 2001    | Spacewatch  |
| 524194 - | 2001 QV151               | 26 agosto 2001    | LINEAR      |
| 524195 - | 2001 QU158               | 16 agosto 2001    | LINEAR      |
| 524196 - | 2001 QP181               | 31 agosto 2001    | NEAT        |
| 524197 - | 2001 QZ212               | 23 agosto 2001    | LONEOS      |
| 524198 - | 2001 QC333               | 19 agosto 2001    | LINEAR      |
| 524199 - | 2001 RM14                | 10 settembre 2001 | LINEAR      |
| 524200 - | 2001 RF20                | 16 agosto 2001    | LINEAR      |

## 524201–524300
| Nome     | Designazione provvisoria | Data di scoperta  | Scopritore     |
| -------- | ------------------------ | ----------------- | -------------- |
| 524201 - | 2001 RH33                | 21 luglio 2001    | Spacewatch     |
| 524202 - | 2001 RV40                | 11 settembre 2001 | LINEAR         |
| 524203 - | 2001 RA42                | 11 settembre 2001 | LINEAR         |
| 524204 - | 2001 RD47                | 12 settembre 2001 | LINEAR         |
| 524205 - | 2001 RN57                | 12 settembre 2001 | LINEAR         |
| 524206 - | 2001 RD60                | 12 settembre 2001 | LINEAR         |
| 524207 - | 2001 RP82                | 11 settembre 2001 | LONEOS         |
| 524208 - | 2001 RL97                | 12 settembre 2001 | Spacewatch     |
| 524209 - | 2001 RH99                | 12 settembre 2001 | LINEAR         |
| 524210 - | 2001 RH105               | 25 agosto 2001    | LINEAR         |
| 524211 - | 2001 RA115               | 12 settembre 2001 | LINEAR         |
| 524212 - | 2001 RO115               | 25 agosto 2001    | LONEOS         |
| 524213 - | 2001 RZ123               | 12 settembre 2001 | LINEAR         |
| 524214 - | 2001 RP124               | 24 agosto 2001    | LINEAR         |
| 524215 - | 2001 RQ135               | 12 settembre 2001 | LINEAR         |
| 524216 - | 2001 RU143               | 12 settembre 2001 | M. W. Buie     |
| 524217 - | 2001 RZ143               | 12 settembre 2001 | M. W. Buie     |
| 524218 - | 2001 SN13                | 16 settembre 2001 | LINEAR         |
| 524219 - | 2001 SZ86                | 20 settembre 2001 | LINEAR         |
| 524220 - | 2001 SL87                | 23 agosto 2001    | LONEOS         |
| 524221 - | 2001 ST97                | 11 settembre 2001 | LONEOS         |
| 524222 - | 2001 SJ114               | 20 settembre 2001 | W. K. Y. Yeung |
| 524223 - | 2001 SR147               | 17 settembre 2001 | LINEAR         |
| 524224 - | 2001 SH174               | 16 settembre 2001 | LINEAR         |
| 524225 - | 2001 SW186               | 19 settembre 2001 | LINEAR         |
| 524226 - | 2001 SX187               | 24 agosto 2001    | Spacewatch     |
| 524227 - | 2001 SP190               | 27 agosto 2001    | Spacewatch     |
| 524228 - | 2001 ST193               | 25 agosto 2001    | Spacewatch     |
| 524229 - | 2001 SH196               | 19 settembre 2001 | LINEAR         |
| 524230 - | 2001 SC204               | 19 settembre 2001 | LINEAR         |
| 524231 - | 2001 SG204               | 19 settembre 2001 | LINEAR         |
| 524232 - | 2001 SQ206               | 19 settembre 2001 | LINEAR         |
| 524233 - | 2001 SL210               | 19 settembre 2001 | LINEAR         |
| 524234 - | 2001 SZ211               | 19 settembre 2001 | LINEAR         |
| 524235 - | 2001 SU212               | 19 settembre 2001 | LINEAR         |
| 524236 - | 2001 ST216               | 19 settembre 2001 | LINEAR         |
| 524237 - | 2001 SE217               | 19 settembre 2001 | LINEAR         |
| 524238 - | 2001 SQ217               | 12 settembre 2001 | LINEAR         |
| 524239 - | 2001 SS224               | 19 settembre 2001 | LINEAR         |
| 524240 - | 2001 SP232               | 19 settembre 2001 | LINEAR         |
| 524241 - | 2001 ST242               | 19 settembre 2001 | LINEAR         |
| 524242 - | 2001 SJ258               | 20 settembre 2001 | LINEAR         |
| 524243 - | 2001 SV273               | 19 settembre 2001 | Spacewatch     |
| 524244 - | 2001 SX292               | 16 settembre 2001 | LINEAR         |
| 524245 - | 2001 SF300               | 19 settembre 2001 | Spacewatch     |
| 524246 - | 2001 SM300               | 20 settembre 2001 | LINEAR         |
| 524247 - | 2001 SO304               | 20 settembre 2001 | LINEAR         |
| 524248 - | 2001 SH305               | 20 settembre 2001 | LINEAR         |
| 524249 - | 2001 SU306               | 12 settembre 2001 | Spacewatch     |
| 524250 - | 2001 SP317               | 19 settembre 2001 | LINEAR         |
| 524251 - | 2001 SC320               | 21 settembre 2001 | LINEAR         |
| 524252 - | 2001 SQ320               | 11 settembre 2001 | Spacewatch     |
| 524253 - | 2001 SG331               | 25 agosto 2001    | Spacewatch     |
| 524254 - | 2001 SE332               | 19 settembre 2001 | Spacewatch     |
| 524255 - | 2001 SN336               | 20 settembre 2001 | LINEAR         |
| 524256 - | 2001 SR336               | 25 agosto 2001    | Spacewatch     |
| 524257 - | 2001 SH337               | 20 settembre 2001 | LINEAR         |
| 524258 - | 2001 SK338               | 20 settembre 2001 | LINEAR         |
| 524259 - | 2001 SV343               | 22 settembre 2001 | Spacewatch     |
| 524260 - | 2001 SQ348               | 27 settembre 2001 | LINEAR         |
| 524261 - | 2001 SX352               | 29 settembre 2005 | Spacewatch     |
| 524262 - | 2001 SL354               | 27 agosto 2001    | Spacewatch     |
| 524263 - | 2001 TZ2                 | 7 ottobre 2001    | NEAT           |
| 524264 - | 2001 TA5                 | 12 settembre 2001 | LINEAR         |
| 524265 - | 2001 TF25                | 20 settembre 2001 | LINEAR         |
| 524266 - | 2001 TN26                | 14 ottobre 2001   | LINEAR         |
| 524267 - | 2001 TE30                | 14 ottobre 2001   | LINEAR         |
| 524268 - | 2001 TO48                | 15 ottobre 2001   | LINEAR         |
| 524269 - | 2001 TN50                | 13 ottobre 2001   | LINEAR         |
| 524270 - | 2001 TE56                | 15 ottobre 2001   | LINEAR         |
| 524271 - | 2001 TA58                | 13 ottobre 2001   | LINEAR         |
| 524272 - | 2001 TP81                | 11 settembre 2001 | LONEOS         |
| 524273 - | 2001 TC87                | 14 ottobre 2001   | LINEAR         |
| 524274 - | 2001 TX95                | 14 ottobre 2001   | LINEAR         |
| 524275 - | 2001 TR128               | 14 ottobre 2001   | Spacewatch     |
| 524276 - | 2001 TA129               | 22 settembre 2001 | Spacewatch     |
| 524277 - | 2001 TH153               | 11 ottobre 2001   | NEAT           |
| 524278 - | 2001 TG156               | 12 settembre 2001 | Spacewatch     |
| 524279 - | 2001 TQ173               | 21 settembre 2001 | LINEAR         |
| 524280 - | 2001 TA176               | 14 ottobre 2001   | LINEAR         |
| 524281 - | 2001 TB177               | 14 ottobre 2001   | LINEAR         |
| 524282 - | 2001 TB180               | 14 ottobre 2001   | LINEAR         |
| 524283 - | 2001 TR186               | 14 ottobre 2001   | LINEAR         |
| 524284 - | 2001 TK188               | 14 ottobre 2001   | LINEAR         |
| 524285 - | 2001 TJ205               | 11 ottobre 2001   | LINEAR         |
| 524286 - | 2001 TQ209               | 12 ottobre 2001   | CINEOS         |
| 524287 - | 2001 TO231               | 20 settembre 2001 | Spacewatch     |
| 524288 - | 2001 TA242               | 14 ottobre 2001   | ADAS           |
| 524289 - | 2001 TW244               | 14 ottobre 2001   | SDSS           |
| 524290 - | 2001 TQ254               | 14 ottobre 2001   | SDSS           |
| 524291 - | 2001 TS263               | 3 ottobre 2013    | Pan-STARRS     |
| 524292 - | 2001 UQ19                | 21 settembre 2001 | LINEAR         |
| 524293 - | 2001 UR25                | 18 ottobre 2001   | LINEAR         |
| 524294 - | 2001 UZ39                | 16 settembre 2001 | LINEAR         |
| 524295 - | 2001 UL45                | 17 ottobre 2001   | LINEAR         |
| 524296 - | 2001 UF71                | 17 ottobre 2001   | Spacewatch     |
| 524297 - | 2001 UT74                | 17 ottobre 2001   | LINEAR         |
| 524298 - | 2001 UV95                | 16 ottobre 2001   | LINEAR         |
| 524299 - | 2001 UC110               | 20 settembre 2001 | LINEAR         |
| 524300 - | 2001 UW128               | 16 settembre 2001 | LINEAR         |

## 524301–524400
| Nome     | Designazione provvisoria | Data di scoperta  | Scopritore                              |
| -------- | ------------------------ | ----------------- | --------------------------------------- |
| 524301 - | 2001 US135               | 22 ottobre 2001   | LINEAR                                  |
| 524302 - | 2001 UW136               | 25 settembre 2001 | LINEAR                                  |
| 524303 - | 2001 UG138               | 23 ottobre 2001   | LINEAR                                  |
| 524304 - | 2001 UG163               | 23 ottobre 2001   | LINEAR                                  |
| 524305 - | 2001 UG184               | 16 ottobre 2001   | Spacewatch                              |
| 524306 - | 2001 UV188               | 17 ottobre 2001   | Spacewatch                              |
| 524307 - | 2001 UH220               | 21 ottobre 2001   | LINEAR                                  |
| 524308 - | 2001 UK229               | 21 ottobre 2001   | NEAT                                    |
| 524309 - | 2001 VF4                 | 7 novembre 2001   | LINEAR                                  |
| 524310 - | 2001 VN8                 | 9 novembre 2001   | LINEAR                                  |
| 524311 - | 2001 VZ21                | 9 novembre 2001   | LINEAR                                  |
| 524312 - | 2001 VV39                | 9 novembre 2001   | LINEAR                                  |
| 524313 - | 2001 VT51                | 18 ottobre 2001   | LINEAR                                  |
| 524314 - | 2001 VL57                | 10 novembre 2001  | LINEAR                                  |
| 524315 - | 2001 VF61                | 10 novembre 2001  | LINEAR                                  |
| 524316 - | 2001 VG73                | 17 ottobre 2001   | Spacewatch                              |
| 524317 - | 2001 VP74                | 14 novembre 2001  | Spacewatch                              |
| 524318 - | 2001 VC83                | 14 ottobre 2001   | LINEAR                                  |
| 524319 - | 2001 VA86                | 12 novembre 2001  | LINEAR                                  |
| 524320 - | 2001 VS102               | 12 novembre 2001  | LINEAR                                  |
| 524321 - | 2001 VB103               | 12 novembre 2001  | LINEAR                                  |
| 524322 - | 2001 VD107               | 12 novembre 2001  | LINEAR                                  |
| 524323 - | 2001 WP                  | 16 novembre 2001  | Spacewatch                              |
| 524324 - | 2001 WY4                 | 20 novembre 2001  | LINEAR                                  |
| 524325 - | 2001 WD9                 | 17 novembre 2001  | LINEAR                                  |
| 524326 - | 2001 WD31                | 19 ottobre 2001   | Spacewatch                              |
| 524327 - | 2001 WP36                | 17 settembre 2001 | LINEAR                                  |
| 524328 - | 2001 WC37                | 17 novembre 2001  | LINEAR                                  |
| 524329 - | 2001 WF45                | 19 novembre 2001  | LINEAR                                  |
| 524330 - | 2001 WE52                | 18 ottobre 2001   | Spacewatch                              |
| 524331 - | 2001 WF62                | 19 novembre 2001  | LINEAR                                  |
| 524332 - | 2001 WF71                | 20 novembre 2001  | LINEAR                                  |
| 524333 - | 2001 WV73                | 20 novembre 2001  | LINEAR                                  |
| 524334 - | 2001 WN80                | 20 novembre 2001  | LINEAR                                  |
| 524335 - | 2001 WQ81                | 20 novembre 2001  | LINEAR                                  |
| 524336 - | 2001 WB98                | 19 novembre 2001  | LONEOS                                  |
| 524337 - | 2001 WR99                | 19 novembre 2001  | LINEAR                                  |
| 524338 - | 2001 WM104               | 20 novembre 2001  | LINEAR                                  |
| 524339 - | 2001 XN1                 | 8 dicembre 2001   | LINEAR                                  |
| 524340 - | 2001 XZ1                 | 8 dicembre 2001   | LINEAR                                  |
| 524341 - | 2001 XH2                 | 8 dicembre 2001   | LINEAR                                  |
| 524342 - | 2001 XN4                 | 10 dicembre 2001  | LINEAR                                  |
| 524343 - | 2001 XC6                 | 7 dicembre 2001   | LINEAR                                  |
| 524344 - | 2001 XQ8                 | 9 dicembre 2001   | LINEAR                                  |
| 524345 - | 2001 XR32                | 10 dicembre 2001  | Spacewatch                              |
| 524346 - | 2001 XO38                | 9 dicembre 2001   | LINEAR                                  |
| 524347 - | 2001 XZ41                | 9 dicembre 2001   | LINEAR                                  |
| 524348 - | 2001 XF73                | 8 dicembre 2001   | LONEOS                                  |
| 524349 - | 2001 XS75                | 17 ottobre 2001   | LINEAR                                  |
| 524350 - | 2001 XS83                | 11 dicembre 2001  | LINEAR                                  |
| 524351 - | 2001 XD91                | 10 dicembre 2001  | LINEAR                                  |
| 524352 - | 2001 XN113               | 11 dicembre 2001  | LINEAR                                  |
| 524353 - | 2001 XJ120               | 23 ottobre 2001   | LONEOS                                  |
| 524354 - | 2001 XE129               | 14 dicembre 2001  | LINEAR                                  |
| 524355 - | 2001 XZ130               | 21 agosto 2001    | Spacewatch                              |
| 524356 - | 2001 XB137               | 19 novembre 2001  | LINEAR                                  |
| 524357 - | 2001 XL138               | 14 dicembre 2001  | LINEAR                                  |
| 524358 - | 2001 XX138               | 20 novembre 2001  | LINEAR                                  |
| 524359 - | 2001 XL160               | 14 dicembre 2001  | LINEAR                                  |
| 524360 - | 2001 XT162               | 14 dicembre 2001  | LINEAR                                  |
| 524361 - | 2001 XJ170               | 14 dicembre 2001  | LINEAR                                  |
| 524362 - | 2001 XE174               | 14 dicembre 2001  | LINEAR                                  |
| 524363 - | 2001 XX201               | 14 dicembre 2001  | Spacewatch                              |
| 524364 - | 2001 XY221               | 16 novembre 2001  | Spacewatch                              |
| 524365 - | 2001 XQ254               | 10 dicembre 2001  | D. C. Jewitt, S. S. Sheppard, J. Kleyna |
| 524366 - | 2001 XR254               | 10 dicembre 2001  | D. C. Jewitt, S. S. Sheppard, J. Kleyna |
| 524367 - | 2001 XU255               | 25 settembre 2011 | Pan-STARRS                              |
| 524368 - | 2001 XT265               | 14 dicembre 2001  | Spacewatch                              |
| 524369 - | 2001 YB4                 | 22 dicembre 2001  | LINEAR                                  |
| 524370 - | 2001 YJ12                | 17 dicembre 2001  | LINEAR                                  |
| 524371 - | 2001 YM12                | 17 dicembre 2001  | LINEAR                                  |
| 524372 - | 2001 YP16                | 17 dicembre 2001  | LINEAR                                  |
| 524373 - | 2001 YM18                | 9 dicembre 2001   | LINEAR                                  |
| 524374 - | 2001 YG19                | 20 novembre 2001  | LINEAR                                  |
| 524375 - | 2001 YS19                | 18 dicembre 2001  | LINEAR                                  |
| 524376 - | 2001 YL35                | 18 dicembre 2001  | LINEAR                                  |
| 524377 - | 2001 YN36                | 18 dicembre 2001  | LINEAR                                  |
| 524378 - | 2001 YX39                | 18 dicembre 2001  | LINEAR                                  |
| 524379 - | 2001 YM55                | 18 dicembre 2001  | LINEAR                                  |
| 524380 - | 2001 YS56                | 18 dicembre 2001  | LINEAR                                  |
| 524381 - | 2001 YU76                | 18 dicembre 2001  | LINEAR                                  |
| 524382 - | 2001 YO82                | 18 dicembre 2001  | LINEAR                                  |
| 524383 - | 2001 YS92                | 17 dicembre 2001  | Spacewatch                              |
| 524384 - | 2001 YR100               | 17 dicembre 2001  | LINEAR                                  |
| 524385 - | 2001 YJ106               | 17 dicembre 2001  | Spacewatch                              |
| 524386 - | 2001 YB124               | 9 dicembre 2001   | LINEAR                                  |
| 524387 - | 2001 YN129               | 9 dicembre 2001   | LINEAR                                  |
| 524388 - | 2001 YN138               | 17 dicembre 2001  | Spacewatch                              |
| 524389 - | 2001 YJ142               | 17 dicembre 2001  | Spacewatch                              |
| 524390 - | 2001 YK146               | 20 novembre 2001  | LINEAR                                  |
| 524391 - | 2002 AD2                 | 7 gennaio 2002    | NEAT                                    |
| 524392 - | 2002 AU5                 | 9 gennaio 2002    | LINEAR                                  |
| 524393 - | 2002 AM6                 | 6 gennaio 2002    | LINEAR                                  |
| 524394 - | 2002 AY14                | 6 gennaio 2002    | LINEAR                                  |
| 524395 - | 2002 AW17                | 12 gennaio 2002   | LINEAR                                  |
| 524396 - | 2002 AL21                | 18 dicembre 2001  | LINEAR                                  |
| 524397 - | 2002 AA33                | 6 gennaio 2002    | Spacewatch                              |
| 524398 - | 2002 AG33                | 6 gennaio 2002    | Spacewatch                              |
| 524399 - | 2002 AN44                | 9 gennaio 2002    | LINEAR                                  |
| 524400 - | 2002 AY44                | 9 gennaio 2002    | LINEAR                                  |

## 524401–524500
| Nome     | Designazione provvisoria | Data di scoperta  | Scopritore                                     |
| -------- | ------------------------ | ----------------- | ---------------------------------------------- |
| 524401 - | 2002 AQ48                | 23 dicembre 2001  | Spacewatch                                     |
| 524402 - | 2002 AP56                | 9 gennaio 2002    | LINEAR                                         |
| 524403 - | 2002 AD74                | 27 gennaio 1998   | ODAS                                           |
| 524404 - | 2002 AH74                | 18 dicembre 2001  | LINEAR                                         |
| 524405 - | 2002 AM126               | 13 gennaio 2002   | LINEAR                                         |
| 524406 - | 2002 AK127               | 19 dicembre 2001  | Spacewatch                                     |
| 524407 - | 2002 AZ167               | 14 gennaio 2002   | LINEAR                                         |
| 524408 - | 2002 AU171               | 14 gennaio 2002   | LINEAR                                         |
| 524409 - | 2002 AQ182               | 17 dicembre 2001  | LINEAR                                         |
| 524410 - | 2002 AY183               | 17 dicembre 2001  | LINEAR                                         |
| 524411 - | 2002 AW189               | 14 dicembre 2001  | Spacewatch                                     |
| 524412 - | 2002 AF190               | 17 dicembre 2001  | LINEAR                                         |
| 524413 - | 2002 AO191               | 12 gennaio 2002   | CINEOS                                         |
| 524414 - | 2002 AH193               | 12 gennaio 2002   | Spacewatch                                     |
| 524415 - | 2002 AT195               | 13 gennaio 2002   | Spacewatch                                     |
| 524416 - | 2002 AG196               | 12 gennaio 2002   | Spacewatch                                     |
| 524417 - | 2002 AN198               | 14 dicembre 2001  | Spacewatch                                     |
| 524418 - | 2002 AD200               | 10 dicembre 2001  | Spacewatch                                     |
| 524419 - | 2002 AD201               | 8 gennaio 2002    | Spacewatch                                     |
| 524420 - | 2002 BW30                | 19 gennaio 2002   | LONEOS                                         |
| 524421 - | 2002 CN12                | 6 febbraio 2002   | LINEAR                                         |
| 524422 - | 2002 CJ25                | 7 febbraio 2002   | Spacewatch                                     |
| 524423 - | 2002 CR89                | 7 febbraio 2002   | LINEAR                                         |
| 524424 - | 2002 CF90                | 7 febbraio 2002   | LINEAR                                         |
| 524425 - | 2002 CP118               | 9 febbraio 2002   | Spacewatch                                     |
| 524426 - | 2002 CH135               | 8 febbraio 2002   | LINEAR                                         |
| 524427 - | 2002 CV148               | 10 febbraio 2002  | LINEAR                                         |
| 524428 - | 2002 CV150               | 10 febbraio 2002  | LINEAR                                         |
| 524429 - | 2002 CM158               | 7 febbraio 2002   | Spacewatch                                     |
| 524430 - | 2002 CD163               | 8 febbraio 2002   | LINEAR                                         |
| 524431 - | 2002 CB184               | 9 febbraio 2002   | Spacewatch                                     |
| 524432 - | 2002 CN188               | 10 febbraio 2002  | LINEAR                                         |
| 524433 - | 2002 CB195               | 10 febbraio 2002  | LINEAR                                         |
| 524434 - | 2002 CU205               | 9 febbraio 2002   | Spacewatch                                     |
| 524435 - | 2002 CY248               | 6 febbraio 2002   | M. W. Buie                                     |
| 524436 - | 2002 CL255               | 6 febbraio 2002   | Spacewatch                                     |
| 524437 - | 2002 CN265               | 6 febbraio 2002   | Spacewatch                                     |
| 524438 - | 2002 CU265               | 7 febbraio 2002   | Spacewatch                                     |
| 524439 - | 2002 CN275               | 9 febbraio 2002   | Spacewatch                                     |
| 524440 - | 2002 CS278               | 7 febbraio 2002   | Spacewatch                                     |
| 524441 - | 2002 CW279               | 7 febbraio 2002   | Spacewatch                                     |
| 524442 - | 2002 CY285               | 10 febbraio 2002  | Spacewatch                                     |
| 524443 - | 2002 DA4                 | 22 febbraio 2002  | LINEAR                                         |
| 524444 - | 2002 DC14                | 16 febbraio 2002  | NEAT                                           |
| 524445 - | 2002 EG10                | 13 marzo 2002     | NEAT                                           |
| 524446 - | 2002 EC13                | 12 marzo 2002     | NEAT                                           |
| 524447 - | 2002 EX14                | 5 marzo 2002      | Spacewatch                                     |
| 524448 - | 2002 EP18                | 9 marzo 2002      | Spacewatch                                     |
| 524449 - | 2002 EZ38                | 12 marzo 2002     | Spacewatch                                     |
| 524450 - | 2002 EH50                | 7 marzo 2002      | ADAS                                           |
| 524451 - | 2002 EW79                | 12 marzo 2002     | NEAT                                           |
| 524452 - | 2002 EV81                | 13 marzo 2002     | NEAT                                           |
| 524453 - | 2002 ET116               | 9 marzo 2002      | Spacewatch                                     |
| 524454 - | 2002 EB119               | 10 marzo 2002     | LONEOS                                         |
| 524455 - | 2002 EY130               | 12 marzo 2002     | NEAT                                           |
| 524456 - | 2002 EP132               | 13 marzo 2002     | Spacewatch                                     |
| 524457 - | 2002 FW6                 | 20 marzo 2002     | B. Gladman, J. J. Kavelaars, A. Doressoundiram |
| 524458 - | 2002 FT18                | 18 marzo 2002     | M. W. Buie                                     |
| 524459 - | 2002 GA                  | 1º aprile 2002    | LINEAR                                         |
| 524460 - | 2002 GF32                | 8 aprile 2002     | M. W. Buie                                     |
| 524461 - | 2002 GR46                | 24 marzo 2002     | Spacewatch                                     |
| 524462 - | 2002 GC82                | 10 aprile 2002    | LINEAR                                         |
| 524463 - | 2002 GR89                | 8 aprile 2002     | NEAT                                           |
| 524464 - | 2002 GK97                | 20 marzo 2002     | Spacewatch                                     |
| 524465 - | 2002 GR124               | 5 aprile 2002     | LONEOS                                         |
| 524466 - | 2002 GL173               | 10 aprile 2002    | LINEAR                                         |
| 524467 - | 2002 GJ181               | 13 aprile 2002    | NEAT                                           |
| 524468 - | 2002 GQ185               | 9 aprile 2002     | NEAT                                           |
| 524469 - | 2002 GA192               | 15 marzo 2002     | Spacewatch                                     |
| 524470 - | 2002 HQ13                | 22 aprile 2002    | LINEAR                                         |
| 524471 - | 2002 JW15                | 8 maggio 2002     | LINEAR                                         |
| 524472 - | 2002 JE96                | 11 maggio 2002    | LINEAR                                         |
| 524473 - | 2002 JW100               | 10 aprile 2002    | LINEAR                                         |
| 524474 - | 2002 KJ3                 | 18 maggio 2002    | NEAT                                           |
| 524475 - | 2002 KJ4                 | 22 maggio 2002    | LINEAR                                         |
| 524476 - | 2002 KZ11                | 8 maggio 2002     | LONEOS                                         |
| 524477 - | 2002 LV6                 | 7 giugno 2002     | LINEAR                                         |
| 524478 - | 2002 LF61                | 3 giugno 2002     | NEAT                                           |
| 524479 - | 2002 NV71                | 9 luglio 2002     | NEAT                                           |
| 524480 - | 2002 OH33                | 18 luglio 2002    | NEAT                                           |
| 524481 - | 2002 PZ10                | 6 agosto 2002     | NEAT                                           |
| 524482 - | 2002 PT76                | 11 agosto 2002    | NEAT                                           |
| 524483 - | 2002 PT80                | 11 agosto 2002    | NEAT                                           |
| 524484 - | 2002 PP114               | 20 settembre 1995 | Spacewatch                                     |
| 524485 - | 2002 PL178               | 15 agosto 2002    | NEAT                                           |
| 524486 - | 2002 PP202               | 2 febbraio 2000   | Spacewatch                                     |
| 524487 - | 2002 QH5                 | 16 agosto 2002    | NEAT                                           |
| 524488 - | 2002 QR81                | 30 agosto 2002    | NEAT                                           |
| 524489 - | 2002 QU97                | 18 agosto 2002    | NEAT                                           |
| 524490 - | 2002 QA112               | 31 agosto 2002    | NEAT                                           |
| 524491 - | 2002 QJ131               | 30 agosto 2002    | NEAT                                           |
| 524492 - | 2002 QQ150               | 2 marzo 2001      | LONEOS                                         |
| 524493 - | 2002 RM                  | 2 settembre 2002  | P. Kušnirák, P. Pravec                         |
| 524494 - | 2002 RX30                | 4 settembre 2002  | LONEOS                                         |
| 524495 - | 2002 RV48                | 4 settembre 2002  | LONEOS                                         |
| 524496 - | 2002 RG53                | 5 settembre 2002  | LINEAR                                         |
| 524497 - | 2002 RO77                | 29 agosto 2002    | Spacewatch                                     |
| 524498 - | 2002 RT112               | 6 settembre 2002  | LINEAR                                         |
| 524499 - | 2002 RH160               | 12 settembre 2002 | NEAT                                           |
| 524500 - | 2002 RD179               | 14 settembre 2002 | Spacewatch                                     |

## 524501–524600
| Nome          | Designazione provvisoria | Data di scoperta  | Scopritore          |
| ------------- | ------------------------ | ----------------- | ------------------- |
| 524501 -      | 2002 RH181               | 6 settembre 2002  | LINEAR              |
| 524502 -      | 2002 RE254               | 14 settembre 2002 | NEAT                |
| 524503 -      | 2002 RJ274               | 4 settembre 2002  | NEAT                |
| 524504 -      | 2002 SD28                | 5 settembre 2002  | LINEAR              |
| 524505 -      | 2002 SY58                | 30 settembre 2002 | LINEAR              |
| 524506 -      | 2002 SU73                | 16 settembre 2002 | NEAT                |
| 524507 -      | 2002 TU87                | 3 ottobre 2002    | LINEAR              |
| 524508 -      | 2002 TR96                | 10 ottobre 2002   | LONEOS              |
| 524509 -      | 2002 TG122               | 3 ottobre 2002    | CINEOS              |
| 524510 -      | 2002 TY229               | 9 ottobre 2002    | Spacewatch          |
| 524511 -      | 2002 TJ247               | 10 ottobre 2002   | Spacewatch          |
| 524512 -      | 2002 TV317               | 13 settembre 2007 | Spacewatch          |
| 524513 -      | 2002 TA374               | 9 ottobre 2002    | NEAT                |
| 524514 -      | 2002 TS379               | 6 ottobre 2002    | NEAT                |
| 524515 -      | 2002 TP387               | 13 settembre 2007 | Mount Lemmon Survey |
| 524516 -      | 2002 UN                  | 22 ottobre 2002   | NEAT                |
| 524517 -      | 2002 UN24                | 29 ottobre 2002   | Spacewatch          |
| 524518 -      | 2002 UE43                | 30 ottobre 2002   | Spacewatch          |
| 524519 -      | 2002 UT43                | 30 ottobre 2002   | Spacewatch          |
| 524520 -      | 2002 UZ49                | 31 ottobre 2002   | Spacewatch          |
| 524521 -      | 2002 UC74                | 2 settembre 1994  | Spacewatch          |
| 524522 Zoozve | 2002 VE68                | 11 novembre 2002  | LONEOS              |
| 524523 -      | 2002 VU95                | 6 novembre 2002   | LINEAR              |
| 524524 -      | 2002 VV97                | 12 novembre 2002  | LINEAR              |
| 524525 -      | 2002 VY145               | 5 novembre 2002   | NEAT                |
| 524526 -      | 2002 XC57                | 5 dicembre 2002   | LINEAR              |
| 524527 -      | 2002 XU59                | 11 ottobre 1998   | LONEOS              |
| 524528 -      | 2002 XF66                | 14 novembre 1996  | Spacewatch          |
| 524529 -      | 2002 XP85                | 11 dicembre 2002  | LINEAR              |
| 524530 -      | 2002 XC91                | 13 dicembre 2002  | Spacewatch          |
| 524531 -      | 2002 XH91                | 4 dicembre 2002   | M. W. Buie          |
| 524532 -      | 2002 XW105               | 5 dicembre 2002   | LINEAR              |
| 524533 -      | 2002 YZ33                | 31 dicembre 2002  | LINEAR              |
| 524534 -      | 2003 AO                  | 5 dicembre 2002   | LINEAR              |
| 524535 -      | 2003 AC3                 | 1º gennaio 2003   | Spacewatch          |
| 524536 -      | 2003 AO4                 | 5 gennaio 2003    | LONEOS              |
| 524537 -      | 2003 AL10                | 1º gennaio 2003   | LINEAR              |
| 524538 -      | 2003 AN16                | 31 dicembre 2002  | LINEAR              |
| 524539 -      | 2003 AQ27                | 4 gennaio 2003    | LINEAR              |
| 524540 -      | 2003 AA47                | 5 gennaio 2003    | LINEAR              |
| 524541 -      | 2003 AS61                | 7 gennaio 2003    | LINEAR              |
| 524542 -      | 2003 AN79                | 11 gennaio 2003   | LINEAR              |
| 524543 -      | 2003 AK82                | 13 gennaio 2003   | LINEAR              |
| 524544 -      | 2003 BA9                 | 26 gennaio 2003   | LONEOS              |
| 524545 -      | 2003 BW21                | 4 gennaio 2003    | LINEAR              |
| 524546 -      | 2003 BZ90                | 9 gennaio 2003    | LINEAR              |
| 524547 -      | 2003 BQ93                | 29 gennaio 2003   | NEAT                |
| 524548 -      | 2003 DL15                | 26 febbraio 2003  | LINEAR              |
| 524549 -      | 2003 EL13                | 27 gennaio 2003   | LINEAR              |
| 524550 -      | 2003 EM16                | 8 marzo 2003      | LINEAR              |
| 524551 -      | 2003 EP32                | 7 marzo 2003      | LONEOS              |
| 524552 -      | 2003 EH43                | 10 marzo 2003     | Spacewatch          |
| 524553 -      | 2003 EM43                | 9 marzo 2003      | LINEAR              |
| 524554 -      | 2003 EE56                | 11 marzo 2003     | Spacewatch          |
| 524555 -      | 2003 FH13                | 23 marzo 2003     | Spacewatch          |
| 524556 -      | 2003 FL37                | 23 marzo 2003     | Spacewatch          |
| 524557 -      | 2003 FG40                | 24 marzo 2003     | Spacewatch          |
| 524558 -      | 2003 FY83                | 27 marzo 2003     | LONEOS              |
| 524559 -      | 2003 FA94                | 29 marzo 2003     | LONEOS              |
| 524560 -      | 2003 FQ96                | 30 marzo 2003     | Spacewatch          |
| 524561 -      | 2003 FT96                | 30 marzo 2003     | Spacewatch          |
| 524562 -      | 2003 FN97                | 24 marzo 2003     | Spacewatch          |
| 524563 -      | 2003 FV99                | 31 marzo 2003     | Spacewatch          |
| 524564 -      | 2003 FW99                | 31 marzo 2003     | Spacewatch          |
| 524565 -      | 2003 GX15                | 23 marzo 2003     | Spacewatch          |
| 524566 -      | 2003 GU17                | 4 aprile 2003     | Spacewatch          |
| 524567 -      | 2003 GF18                | 4 aprile 2003     | Spacewatch          |
| 524568 -      | 2003 GB20                | 5 aprile 2003     | Spacewatch          |
| 524569 -      | 2003 GH20                | 5 aprile 2003     | Spacewatch          |
| 524570 -      | 2003 GT27                | 7 aprile 2003     | Spacewatch          |
| 524571 -      | 2003 GO36                | 1º ottobre 2000   | LONEOS              |
| 524572 -      | 2003 GO38                | 7 aprile 2003     | Spacewatch          |
| 524573 -      | 2003 GD53                | 10 aprile 2003    | Spacewatch          |
| 524574 -      | 2003 HN5                 | 24 aprile 2003    | Spacewatch          |
| 524575 -      | 2003 HP19                | 26 aprile 2003    | Spacewatch          |
| 524576 -      | 2003 HT19                | 26 aprile 2003    | Spacewatch          |
| 524577 -      | 2003 HS23                | 26 marzo 2003     | Spacewatch          |
| 524578 -      | 2003 HD26                | 25 aprile 2003    | Spacewatch          |
| 524579 -      | 2003 HX43                | 30 aprile 2003    | Spacewatch          |
| 524580 -      | 2003 HQ56                | 25 aprile 2003    | Spacewatch          |
| 524581 -      | 2003 JY                  | 1º maggio 2003    | Spacewatch          |
| 524582 -      | 2003 JF3                 | 1º maggio 2003    | Spacewatch          |
| 524583 -      | 2003 JN4                 | 27 marzo 2003     | Spacewatch          |
| 524584 -      | 2003 JM9                 | 2 maggio 2003     | Spacewatch          |
| 524585 -      | 2003 KR                  | 22 maggio 2003    | VATT                |
| 524586 -      | 2003 KL12                | 25 maggio 2003    | Spacewatch          |
| 524587 -      | 2003 KJ13                | 27 maggio 2003    | Spacewatch          |
| 524588 -      | 2003 KM13                | 27 maggio 2003    | Spacewatch          |
| 524589 -      | 2003 KB14                | 24 aprile 2003    | LINEAR              |
| 524590 -      | 2003 KZ30                | 5 aprile 2003     | Spacewatch          |
| 524591 -      | 2003 KT31                | 30 aprile 2003    | Spacewatch          |
| 524592 -      | 2003 KK34                | 28 maggio 2003    | Spacewatch          |
| 524593 -      | 2003 NZ                  | 2 luglio 2003     | NEAT                |
| 524594 -      | 2003 NW1                 | 3 luglio 2003     | LINEAR              |
| 524595 -      | 2003 NT2                 | 1º luglio 2003    | LINEAR              |
| 524596 -      | 2003 NV11                | 3 luglio 2003     | Spacewatch          |
| 524597 -      | 2003 OQ13                | 25 luglio 2003    | LINEAR              |
| 524598 -      | 2003 PJ                  | 1º agosto 2003    | LINEAR              |
| 524599 -      | 2003 PC11                | 5 agosto 2003     | LINEAR              |
| 524600 -      | 2003 PY12                | 5 agosto 2003     | LINEAR              |

## 524601–524700
| Nome                | Designazione provvisoria | Data di scoperta  | Scopritore                |
| ------------------- | ------------------------ | ----------------- | ------------------------- |
| 524601 -            | 2003 PC13                | 4 agosto 2003     | Spacewatch                |
| 524602 -            | 2003 QP9                 | 20 agosto 2003    | CINEOS                    |
| 524603 -            | 2003 QA31                | 25 agosto 2003    | LINEAR                    |
| 524604 -            | 2003 QZ46                | 5 agosto 2003     | LINEAR                    |
| 524605 -            | 2003 QW48                | 21 agosto 2003    | CINEOS                    |
| 524606 -            | 2003 QT79                | 28 agosto 2003    | NEAT                      |
| 524607 Davecarter   | 2003 QB89                | 26 agosto 2003    | M. W. Buie                |
| 524608 -            | 2003 QG108               | 27 agosto 2003    | K. Sárneczky, B. Sipőcz   |
| 524609 -            | 2003 QY108               | 31 agosto 2003    | Spacewatch                |
| 524610 -            | 2003 QA109               | 31 agosto 2003    | Spacewatch                |
| 524611 -            | 2003 QF110               | 31 agosto 2003    | Spacewatch                |
| 524612 -            | 2003 QA112               | 26 agosto 2003    | M. W. Buie                |
| 524613 -            | 2003 QW113               | 31 agosto 2003    | Osservatorio di Mauna Kea |
| 524614 -            | 2003 QA115               | 23 agosto 2003    | LINEAR                    |
| 524615 -            | 2003 RJ4                 | 2 settembre 2003  | LINEAR                    |
| 524616 -            | 2003 RD21                | 2 settembre 2003  | LINEAR                    |
| 524617 -            | 2003 RK24                | 15 settembre 2003 | LONEOS                    |
| 524618 -            | 2003 RU27                | 15 settembre 2003 | LONEOS                    |
| 524619 -            | 2003 SS                  | 16 settembre 2003 | Spacewatch                |
| 524620 -            | 2003 SK1                 | 16 settembre 2003 | Spacewatch                |
| 524621 -            | 2003 SF7                 | 16 settembre 2003 | Spacewatch                |
| 524622 -            | 2003 SO8                 | 16 settembre 2003 | Spacewatch                |
| 524623 -            | 2003 SF9                 | 17 settembre 2003 | Spacewatch                |
| 524624 -            | 2003 SN12                | 16 settembre 2003 | Spacewatch                |
| 524625 -            | 2003 SJ62                | 3 settembre 2003  | LINEAR                    |
| 524626 -            | 2003 SS63                | 17 settembre 2003 | Spacewatch                |
| 524627 -            | 2003 SL69                | 17 settembre 2003 | Spacewatch                |
| 524628 -            | 2003 SU72                | 18 settembre 2003 | Spacewatch                |
| 524629 -            | 2003 SQ74                | 18 settembre 2003 | Spacewatch                |
| 524630 -            | 2003 SL82                | 18 settembre 2003 | LINEAR                    |
| 524631 -            | 2003 SC100               | 20 settembre 2003 | Spacewatch                |
| 524632 -            | 2003 SH105               | 20 settembre 2003 | Spacewatch                |
| 524633 -            | 2003 SP105               | 20 settembre 2003 | Spacewatch                |
| 524634 -            | 2003 SS106               | 20 settembre 2003 | Spacewatch                |
| 524635 -            | 2003 SS130               | 25 agosto 2003    | LINEAR                    |
| 524636 -            | 2003 SJ133               | 21 settembre 2003 | Spacewatch                |
| 524637 -            | 2003 SY151               | 18 settembre 2003 | Spacewatch                |
| 524638 Kaffkamargit | 2003 SC158               | 21 settembre 2003 | Stazione di Piszkéstető   |
| 524639 -            | 2003 SA169               | 17 settembre 2003 | LINEAR                    |
| 524640 -            | 2003 SF173               | 18 settembre 2003 | LINEAR                    |
| 524641 -            | 2003 SP181               | 20 settembre 2003 | LONEOS                    |
| 524642 -            | 2003 SG183               | 21 settembre 2003 | Spacewatch                |
| 524643 -            | 2003 SF187               | 17 settembre 2003 | Spacewatch                |
| 524644 -            | 2003 SC220               | 29 settembre 2003 | LONEOS                    |
| 524645 -            | 2003 SE220               | 18 settembre 2003 | Spacewatch                |
| 524646 -            | 2003 SO224               | 20 settembre 2003 | LINEAR                    |
| 524647 -            | 2003 SH228               | 9 ottobre 2008    | Mount Lemmon Survey       |
| 524648 -            | 2003 SJ241               | 17 settembre 2003 | Spacewatch                |
| 524649 -            | 2003 SA254               | 20 settembre 2003 | LINEAR                    |
| 524650 -            | 2003 SN254               | 21 settembre 2003 | Spacewatch                |
| 524651 -            | 2003 SP254               | 17 settembre 2003 | Spacewatch                |
| 524652 -            | 2003 SE255               | 27 settembre 2003 | Spacewatch                |
| 524653 -            | 2003 SD257               | 28 settembre 2003 | Spacewatch                |
| 524654 -            | 2003 SP262               | 28 settembre 2003 | LINEAR                    |
| 524655 -            | 2003 SR267               | 29 settembre 2003 | Spacewatch                |
| 524656 -            | 2003 SD289               | 22 settembre 2003 | LONEOS                    |
| 524657 -            | 2003 SQ311               | 18 settembre 2003 | Spacewatch                |
| 524658 -            | 2003 SD314               | 23 settembre 2003 | NEAT                      |
| 524659 -            | 2003 SL316               | 15 marzo 2010     | Spacewatch                |
| 524660 -            | 2003 SV323               | 16 settembre 2003 | Spacewatch                |
| 524661 -            | 2003 SB327               | 18 settembre 2003 | Spacewatch                |
| 524662 -            | 2003 SC332               | 27 settembre 2003 | Spacewatch                |
| 524663 -            | 2003 SD334               | 22 settembre 2003 | Spacewatch                |
| 524664 -            | 2003 SA336               | 26 settembre 2003 | SDSS                      |
| 524665 -            | 2003 SD343               | 17 settembre 2003 | Spacewatch                |
| 524666 -            | 2003 SN344               | 17 settembre 2003 | Spacewatch                |
| 524667 -            | 2003 SX357               | 20 settembre 2003 | Spacewatch                |
| 524668 -            | 2003 SD359               | 21 settembre 2003 | Spacewatch                |
| 524669 -            | 2003 SA360               | 21 settembre 2003 | Spacewatch                |
| 524670 -            | 2003 SL361               | 22 settembre 2003 | Spacewatch                |
| 524671 -            | 2003 SS402               | 27 settembre 2003 | Spacewatch                |
| 524672 -            | 2003 SA429               | 19 settembre 2003 | Spacewatch                |
| 524673 -            | 2003 SH429               | 21 settembre 2003 | CINEOS                    |
| 524674 -            | 2003 SV429               | 28 settembre 2003 | SDSS                      |
| 524675 -            | 2003 ST431               | 16 settembre 2003 | Spacewatch                |
| 524676 -            | 2003 SK432               | 18 settembre 2003 | Spacewatch                |
| 524677 -            | 2003 SL434               | 23 ottobre 2008   | Spacewatch                |
| 524678 -            | 2003 TA                  | 1º ottobre 2003   | Spacewatch                |
| 524679 -            | 2003 TW5                 | 3 ottobre 2003    | Spacewatch                |
| 524680 -            | 2003 TM22                | 1º ottobre 2003   | Spacewatch                |
| 524681 -            | 2003 TL23                | 1º ottobre 2003   | Spacewatch                |
| 524682 -            | 2003 TT27                | 1º ottobre 2003   | Spacewatch                |
| 524683 -            | 2003 TY28                | 1º ottobre 2003   | Spacewatch                |
| 524684 -            | 2003 TB29                | 18 settembre 2003 | Spacewatch                |
| 524685 -            | 2003 TG29                | 1º ottobre 2003   | Spacewatch                |
| 524686 -            | 2003 TE31                | 1º ottobre 2003   | Spacewatch                |
| 524687 -            | 2003 TR32                | 1º ottobre 2003   | Spacewatch                |
| 524688 -            | 2003 TD34                | 1º ottobre 2003   | Spacewatch                |
| 524689 -            | 2003 TL35                | 1º ottobre 2003   | Spacewatch                |
| 524690 -            | 2003 TA36                | 1º ottobre 2003   | Spacewatch                |
| 524691 -            | 2003 TK40                | 2 ottobre 2003    | Spacewatch                |
| 524692 -            | 2003 TS46                | 16 settembre 2003 | Spacewatch                |
| 524693 -            | 2003 TD47                | 3 ottobre 2003    | Spacewatch                |
| 524694 -            | 2003 TS52                | 5 ottobre 2003    | Spacewatch                |
| 524695 -            | 2003 TD53                | 5 ottobre 2003    | Spacewatch                |
| 524696 -            | 2003 TC55                | 5 ottobre 2003    | Spacewatch                |
| 524697 -            | 2003 TO59                | 2 ottobre 2003    | Spacewatch                |
| 524698 -            | 2003 TS59                | 2 ottobre 2003    | Spacewatch                |
| 524699 -            | 2003 TV59                | 2 ottobre 2003    | Spacewatch                |
| 524700 -            | 2003 UB15                | 22 settembre 2003 | Spacewatch                |

## 524701–524800
| Nome     | Designazione provvisoria | Data di scoperta  | Scopritore   |
| -------- | ------------------------ | ----------------- | ------------ |
| 524701 - | 2003 US19                | 21 ottobre 2003   | Spacewatch   |
| 524702 - | 2003 UT19                | 22 ottobre 2003   | NEAT         |
| 524703 - | 2003 UG20                | 22 ottobre 2003   | LINEAR       |
| 524704 - | 2003 UY26                | 16 ottobre 2003   | R. A. Tucker |
| 524705 - | 2003 UL33                | 17 ottobre 2003   | Spacewatch   |
| 524706 - | 2003 UH34                | 17 ottobre 2003   | Spacewatch   |
| 524707 - | 2003 UM34                | 17 ottobre 2003   | LONEOS       |
| 524708 - | 2003 UO34                | 17 ottobre 2003   | Spacewatch   |
| 524709 - | 2003 UH42                | 17 ottobre 2003   | Spacewatch   |
| 524710 - | 2003 UV44                | 18 ottobre 2003   | Spacewatch   |
| 524711 - | 2003 UJ46                | 18 ottobre 2003   | Spacewatch   |
| 524712 - | 2003 UC48                | 16 ottobre 2003   | Spacewatch   |
| 524713 - | 2003 UT71                | 29 settembre 2003 | LINEAR       |
| 524714 - | 2003 UT72                | 19 ottobre 2003   | Spacewatch   |
| 524715 - | 2003 UV94                | 28 settembre 2003 | LINEAR       |
| 524716 - | 2003 UR105               | 29 settembre 2003 | Spacewatch   |
| 524717 - | 2003 US108               | 19 ottobre 2003   | Spacewatch   |
| 524718 - | 2003 UT108               | 19 ottobre 2003   | Spacewatch   |
| 524719 - | 2003 UY110               | 19 ottobre 2003   | Spacewatch   |
| 524720 - | 2003 UP127               | 22 settembre 2003 | Spacewatch   |
| 524721 - | 2003 UB136               | 4 ottobre 2003    | Spacewatch   |
| 524722 - | 2003 US156               | 20 ottobre 2003   | LINEAR       |
| 524723 - | 2003 UW159               | 5 ottobre 2003    | Spacewatch   |
| 524724 - | 2003 UV161               | 16 ottobre 2003   | Spacewatch   |
| 524725 - | 2003 UP163               | 21 ottobre 2003   | LINEAR       |
| 524726 - | 2003 UY167               | 22 ottobre 2003   | LINEAR       |
| 524727 - | 2003 UH179               | 21 ottobre 2003   | LINEAR       |
| 524728 - | 2003 UE193               | 21 settembre 2003 | Spacewatch   |
| 524729 - | 2003 UQ194               | 29 settembre 2003 | Spacewatch   |
| 524730 - | 2003 UC196               | 21 ottobre 2003   | Spacewatch   |
| 524731 - | 2003 UE196               | 21 ottobre 2003   | Spacewatch   |
| 524732 - | 2003 UL203               | 21 ottobre 2003   | Spacewatch   |
| 524733 - | 2003 UC205               | 19 settembre 2003 | Spacewatch   |
| 524734 - | 2003 UN208               | 22 ottobre 2003   | Spacewatch   |
| 524735 - | 2003 UP217               | 28 settembre 2003 | Spacewatch   |
| 524736 - | 2003 UK224               | 22 ottobre 2003   | Spacewatch   |
| 524737 - | 2003 UB231               | 3 ottobre 2003    | Spacewatch   |
| 524738 - | 2003 UJ233               | 24 ottobre 2003   | LINEAR       |
| 524739 - | 2003 UK233               | 19 ottobre 2003   | Spacewatch   |
| 524740 - | 2003 US244               | 24 ottobre 2003   | Spacewatch   |
| 524741 - | 2003 UL251               | 21 ottobre 2003   | Spacewatch   |
| 524742 - | 2003 UJ266               | 21 ottobre 2003   | Spacewatch   |
| 524743 - | 2003 UR267               | 28 ottobre 2003   | LINEAR       |
| 524744 - | 2003 UW271               | 28 ottobre 2003   | LINEAR       |
| 524745 - | 2003 UB278               | 17 ottobre 2003   | Spacewatch   |
| 524746 - | 2003 UE289               | 19 ottobre 2003   | Spacewatch   |
| 524747 - | 2003 UJ292               | 24 ottobre 2003   | M. W. Buie   |
| 524748 - | 2003 US297               | 22 settembre 2003 | Spacewatch   |
| 524749 - | 2003 UC299               | 16 ottobre 2003   | Spacewatch   |
| 524750 - | 2003 UR300               | 16 ottobre 2003   | Spacewatch   |
| 524751 - | 2003 UY300               | 17 ottobre 2003   | LONEOS       |
| 524752 - | 2003 UB302               | 17 ottobre 2003   | Spacewatch   |
| 524753 - | 2003 UD302               | 3 ottobre 2003    | Spacewatch   |
| 524754 - | 2003 UV302               | 17 ottobre 2003   | Spacewatch   |
| 524755 - | 2003 UU305               | 18 ottobre 2003   | Spacewatch   |
| 524756 - | 2003 UV305               | 18 ottobre 2003   | Spacewatch   |
| 524757 - | 2003 UT306               | 18 settembre 2003 | Spacewatch   |
| 524758 - | 2003 UD307               | 18 ottobre 2003   | Spacewatch   |
| 524759 - | 2003 UA313               | 7 luglio 2010     | WISE         |
| 524760 - | 2003 UE313               | 25 ottobre 2003   | Spacewatch   |
| 524761 - | 2003 UJ313               | 22 ottobre 2003   | Spacewatch   |
| 524762 - | 2003 UK316               | 24 ottobre 2003   | LINEAR       |
| 524763 - | 2003 UC321               | 20 settembre 2003 | Spacewatch   |
| 524764 - | 2003 UG321               | 20 settembre 2003 | Spacewatch   |
| 524765 - | 2003 UN322               | 16 ottobre 2003   | Spacewatch   |
| 524766 - | 2003 UH326               | 17 ottobre 2003   | SDSS         |
| 524767 - | 2003 UM334               | 18 ottobre 2003   | SDSS         |
| 524768 - | 2003 UP334               | 18 ottobre 2003   | SDSS         |
| 524769 - | 2003 UP337               | 30 settembre 2003 | Spacewatch   |
| 524770 - | 2003 UG345               | 18 settembre 2003 | Spacewatch   |
| 524771 - | 2003 UD350               | 30 settembre 2003 | Spacewatch   |
| 524772 - | 2003 UO355               | 19 ottobre 2003   | Spacewatch   |
| 524773 - | 2003 UJ356               | 19 ottobre 2003   | Spacewatch   |
| 524774 - | 2003 UC358               | 19 ottobre 2003   | Spacewatch   |
| 524775 - | 2003 UF359               | 28 settembre 2003 | Spacewatch   |
| 524776 - | 2003 UC361               | 27 settembre 2003 | Spacewatch   |
| 524777 - | 2003 UF361               | 21 settembre 2003 | Spacewatch   |
| 524778 - | 2003 UV361               | 20 ottobre 2003   | Spacewatch   |
| 524779 - | 2003 UN366               | 20 ottobre 2003   | Spacewatch   |
| 524780 - | 2003 UR366               | 20 ottobre 2003   | Spacewatch   |
| 524781 - | 2003 UH367               | 2 ottobre 2003    | Spacewatch   |
| 524782 - | 2003 UZ367               | 21 ottobre 2003   | Spacewatch   |
| 524783 - | 2003 UV368               | 21 ottobre 2003   | Spacewatch   |
| 524784 - | 2003 UG400               | 22 ottobre 2003   | Spacewatch   |
| 524785 - | 2003 UB402               | 23 ottobre 2003   | SDSS         |
| 524786 - | 2003 UD408               | 20 ottobre 2003   | Spacewatch   |
| 524787 - | 2003 UU418               | 19 settembre 2003 | Spacewatch   |
| 524788 - | 2003 VV6                 | 15 novembre 2003  | Spacewatch   |
| 524789 - | 2003 WM2                 | 16 novembre 2003  | Spacewatch   |
| 524790 - | 2003 WK4                 | 27 ottobre 2003   | Spacewatch   |
| 524791 - | 2003 WO15                | 19 ottobre 2003   | Spacewatch   |
| 524792 - | 2003 WO38                | 19 novembre 2003  | LINEAR       |
| 524793 - | 2003 WB43                | 17 novembre 2003  | CSS          |
| 524794 - | 2003 WT51                | 19 novembre 2003  | Spacewatch   |
| 524795 - | 2003 WR65                | 19 novembre 2003  | LONEOS       |
| 524796 - | 2003 WW106               | 27 settembre 2003 | Spacewatch   |
| 524797 - | 2003 WK112               | 20 novembre 2003  | LINEAR       |
| 524798 - | 2003 WJ123               | 20 novembre 2003  | LINEAR       |
| 524799 - | 2003 WA129               | 21 novembre 2003  | LINEAR       |
| 524800 - | 2003 WP133               | 21 novembre 2003  | LINEAR       |

## 524801–524900
| Nome     | Designazione provvisoria | Data di scoperta | Scopritore     |
| -------- | ------------------------ | ---------------- | -------------- |
| 524801 - | 2003 WN156               | 29 novembre 2003 | LINEAR         |
| 524802 - | 2003 WS156               | 29 novembre 2003 | Spacewatch     |
| 524803 - | 2003 WA157               | 29 ottobre 2003  | Spacewatch     |
| 524804 - | 2003 WF165               | 30 novembre 2003 | Spacewatch     |
| 524805 - | 2003 WL173               | 18 novembre 2003 | Spacewatch     |
| 524806 - | 2003 WS174               | 19 novembre 2003 | Spacewatch     |
| 524807 - | 2003 WZ174               | 22 ottobre 2003  | Spacewatch     |
| 524808 - | 2003 WA179               | 19 ottobre 2003  | Spacewatch     |
| 524809 - | 2003 WC194               | 24 novembre 2003 | Spacewatch     |
| 524810 - | 2003 WU194               | 16 novembre 2003 | SDSS           |
| 524811 - | 2003 WY194               | 19 novembre 2003 | Spacewatch     |
| 524812 - | 2003 WW195               | 24 novembre 2003 | LONEOS         |
| 524813 - | 2003 XG20                | 14 dicembre 2003 | Spacewatch     |
| 524814 - | 2003 XD29                | 1º dicembre 2003 | Spacewatch     |
| 524815 - | 2003 XX30                | 1º dicembre 2003 | Spacewatch     |
| 524816 - | 2003 XM32                | 1º dicembre 2003 | Spacewatch     |
| 524817 - | 2003 YU2                 | 3 dicembre 2003  | LINEAR         |
| 524818 - | 2003 YK3                 | 19 dicembre 2003 | J. V. McClusky |
| 524819 - | 2003 YM8                 | 19 dicembre 2003 | LINEAR         |
| 524820 - | 2003 YG12                | 17 dicembre 2003 | LINEAR         |
| 524821 - | 2003 YX23                | 19 novembre 2003 | LINEAR         |
| 524822 - | 2003 YN31                | 18 dicembre 2003 | LINEAR         |
| 524823 - | 2003 YT41                | 19 dicembre 2003 | Spacewatch     |
| 524824 - | 2003 YH44                | 19 dicembre 2003 | Spacewatch     |
| 524825 - | 2003 YU69                | 21 dicembre 2003 | Spacewatch     |
| 524826 - | 2003 YJ85                | 19 dicembre 2003 | LINEAR         |
| 524827 - | 2003 YC87                | 19 dicembre 2003 | LINEAR         |
| 524828 - | 2003 YL98                | 3 dicembre 2003  | LINEAR         |
| 524829 - | 2003 YT121               | 29 novembre 2003 | Spacewatch     |
| 524830 - | 2003 YE145               | 28 dicembre 2003 | LINEAR         |
| 524831 - | 2003 YA157               | 16 dicembre 2003 | Spacewatch     |
| 524832 - | 2003 YE162               | 17 dicembre 2003 | LINEAR         |
| 524833 - | 2003 YA170               | 18 dicembre 2003 | Spacewatch     |
| 524834 - | 2003 YL179               | 16 dicembre 2003 | Mauna Kea      |
| 524835 - | 2004 AB14                | 13 gennaio 2004  | Spacewatch     |
| 524836 - | 2004 AS17                | 15 gennaio 2004  | Spacewatch     |
| 524837 - | 2004 AE20                | 15 gennaio 2004  | Spacewatch     |
| 524838 - | 2004 AB22                | 15 gennaio 2004  | Spacewatch     |
| 524839 - | 2004 AD22                | 15 gennaio 2004  | Spacewatch     |
| 524840 - | 2004 AY22                | 15 gennaio 2004  | Spacewatch     |
| 524841 - | 2004 AY23                | 15 gennaio 2004  | Spacewatch     |
| 524842 - | 2004 AH24                | 15 gennaio 2004  | Spacewatch     |
| 524843 - | 2004 BR24                | 19 gennaio 2004  | Spacewatch     |
| 524844 - | 2004 BW24                | 19 gennaio 2004  | Spacewatch     |
| 524845 - | 2004 BC61                | 15 gennaio 2004  | Spacewatch     |
| 524846 - | 2004 BA68                | 27 dicembre 2003 | LINEAR         |
| 524847 - | 2004 BB100               | 19 gennaio 2004  | Spacewatch     |
| 524848 - | 2004 BT100               | 28 gennaio 2004  | Spacewatch     |
| 524849 - | 2004 BG127               | 16 gennaio 2004  | Spacewatch     |
| 524850 - | 2004 BQ130               | 16 gennaio 2004  | Spacewatch     |
| 524851 - | 2004 BY131               | 16 gennaio 2004  | Spacewatch     |
| 524852 - | 2004 BY135               | 19 gennaio 2004  | Spacewatch     |
| 524853 - | 2004 BP136               | 19 gennaio 2004  | Spacewatch     |
| 524854 - | 2004 BX136               | 19 gennaio 2004  | Spacewatch     |
| 524855 - | 2004 BC144               | 19 gennaio 2004  | Spacewatch     |
| 524856 - | 2004 BS153               | 27 gennaio 2004  | Spacewatch     |
| 524857 - | 2004 BO163               | 27 gennaio 2004  | Spacewatch     |
| 524858 - | 2004 BU163               | 25 marzo 2015    | Pan-STARRS     |
| 524859 - | 2004 CE16                | 11 febbraio 2004 | Spacewatch     |
| 524860 - | 2004 CH16                | 11 febbraio 2004 | Spacewatch     |
| 524861 - | 2004 CS16                | 22 gennaio 2004  | LINEAR         |
| 524862 - | 2004 CX25                | 11 febbraio 2004 | Spacewatch     |
| 524863 - | 2004 CZ30                | 19 gennaio 2004  | Spacewatch     |
| 524864 - | 2004 CS32                | 30 gennaio 2004  | Spacewatch     |
| 524865 - | 2004 CB34                | 12 febbraio 2004 | Spacewatch     |
| 524866 - | 2004 CX46                | 13 febbraio 2004 | Spacewatch     |
| 524867 - | 2004 CC47                | 13 febbraio 2004 | Spacewatch     |
| 524868 - | 2004 CN52                | 12 febbraio 2004 | W. K. Y. Yeung |
| 524869 - | 2004 CW87                | 11 febbraio 2004 | Spacewatch     |
| 524870 - | 2004 CV89                | 23 ottobre 1995  | Spacewatch     |
| 524871 - | 2004 CH116               | 11 febbraio 2004 | Spacewatch     |
| 524872 - | 2004 CN121               | 12 febbraio 2004 | Spacewatch     |
| 524873 - | 2004 DA1                 | 17 febbraio 2004 | LINEAR         |
| 524874 - | 2004 DZ5                 | 16 febbraio 2004 | Spacewatch     |
| 524875 - | 2004 DP17                | 18 febbraio 2004 | Spacewatch     |
| 524876 - | 2004 DE19                | 16 febbraio 2004 | Spacewatch     |
| 524877 - | 2004 DP30                | 17 febbraio 2004 | LINEAR         |
| 524878 - | 2004 DG74                | 17 febbraio 2004 | Spacewatch     |
| 524879 - | 2004 DH74                | 17 febbraio 2004 | Spacewatch     |
| 524880 - | 2004 DM77                | 16 febbraio 2004 | L. A. Molnar   |
| 524881 - | 2004 ES22                | 15 marzo 2004    | Spacewatch     |
| 524882 - | 2004 EQ23                | 15 marzo 2004    | LINEAR         |
| 524883 - | 2004 ED29                | 15 marzo 2004    | Spacewatch     |
| 524884 - | 2004 EP42                | 15 marzo 2004    | LINEAR         |
| 524885 - | 2004 ED67                | 15 marzo 2004    | Spacewatch     |
| 524886 - | 2004 EX97                | 15 marzo 2004    | Spacewatch     |
| 524887 - | 2004 EC99                | 15 marzo 2004    | Spacewatch     |
| 524888 - | 2004 EN102               | 15 marzo 2004    | Spacewatch     |
| 524889 - | 2004 EQ102               | 15 marzo 2004    | Spacewatch     |
| 524890 - | 2004 ER103               | 15 marzo 2004    | Spacewatch     |
| 524891 - | 2004 EA107               | 15 marzo 2004    | Spacewatch     |
| 524892 - | 2004 EZ107               | 15 marzo 2004    | Spacewatch     |
| 524893 - | 2004 EN108               | 15 marzo 2004    | Spacewatch     |
| 524894 - | 2004 EM109               | 15 marzo 2004    | Spacewatch     |
| 524895 - | 2004 FT10                | 11 febbraio 2004 | Spacewatch     |
| 524896 - | 2004 FF21                | 15 marzo 2004    | CSS            |
| 524897 - | 2004 FX21                | 16 marzo 2004    | Spacewatch     |
| 524898 - | 2004 FE28                | 17 marzo 2004    | SSS            |
| 524899 - | 2004 FF28                | 18 marzo 2004    | Spacewatch     |
| 524900 - | 2004 FB32                | 30 marzo 2004    | LINEAR         |

## 524901–525000
| Nome     | Designazione provvisoria | Data di scoperta | Scopritore          |
| -------- | ------------------------ | ---------------- | ------------------- |
| 524901 - | 2004 FG40                | 18 marzo 2004    | LINEAR              |
| 524902 - | 2004 FQ41                | 18 marzo 2004    | Spacewatch          |
| 524903 - | 2004 FN47                | 18 marzo 2004    | Spacewatch          |
| 524904 - | 2004 FQ53                | 29 febbraio 2004 | Spacewatch          |
| 524905 - | 2004 FX53                | 17 marzo 2004    | Spacewatch          |
| 524906 - | 2004 FM59                | 18 marzo 2004    | LINEAR              |
| 524907 - | 2004 FW70                | 17 marzo 2004    | Spacewatch          |
| 524908 - | 2004 FC72                | 17 marzo 2004    | Spacewatch          |
| 524909 - | 2004 FN72                | 17 marzo 2004    | Spacewatch          |
| 524910 - | 2004 FV74                | 17 marzo 2004    | Spacewatch          |
| 524911 - | 2004 FL78                | 19 marzo 2004    | Spacewatch          |
| 524912 - | 2004 FM78                | 19 marzo 2004    | Spacewatch          |
| 524913 - | 2004 FO79                | 20 marzo 2004    | LINEAR              |
| 524914 - | 2004 FT82                | 29 febbraio 2004 | Spacewatch          |
| 524915 - | 2004 FR94                | 18 marzo 2004    | CSS                 |
| 524916 - | 2004 FU114               | 21 marzo 2004    | Spacewatch          |
| 524917 - | 2004 FH118               | 22 marzo 2004    | LINEAR              |
| 524918 - | 2004 FC123               | 26 marzo 2004    | Spacewatch          |
| 524919 - | 2004 FA133               | 23 marzo 2004    | LINEAR              |
| 524920 - | 2004 FX151               | 17 marzo 2004    | Spacewatch          |
| 524921 - | 2004 FJ156               | 17 marzo 2004    | Spacewatch          |
| 524922 - | 2004 FL158               | 17 marzo 2004    | Spacewatch          |
| 524923 - | 2004 GN7                 | 12 aprile 2004   | Spacewatch          |
| 524924 - | 2004 GV7                 | 27 marzo 2004    | LINEAR              |
| 524925 - | 2004 GP34                | 16 marzo 2004    | Spacewatch          |
| 524926 - | 2004 GS51                | 13 aprile 2004   | Spacewatch          |
| 524927 - | 2004 GD54                | 13 aprile 2004   | Spacewatch          |
| 524928 - | 2004 GX54                | 13 aprile 2004   | Spacewatch          |
| 524929 - | 2004 GH56                | 13 aprile 2004   | Spacewatch          |
| 524930 - | 2004 GN61                | 13 aprile 2004   | Spacewatch          |
| 524931 - | 2004 GO62                | 13 aprile 2004   | Spacewatch          |
| 524932 - | 2004 GK66                | 13 aprile 2004   | Spacewatch          |
| 524933 - | 2004 GC67                | 13 aprile 2004   | Spacewatch          |
| 524934 - | 2004 GR70                | 13 aprile 2004   | Spacewatch          |
| 524935 - | 2004 GA77                | 14 aprile 2004   | CSS                 |
| 524936 - | 2004 GW79                | 12 aprile 2004   | Spacewatch          |
| 524937 - | 2004 HN8                 | 16 aprile 2004   | LINEAR              |
| 524938 - | 2004 HO19                | 27 marzo 2004    | LINEAR              |
| 524939 - | 2004 HA21                | 14 novembre 2001 | Spacewatch          |
| 524940 - | 2004 HP22                | 16 aprile 2004   | Spacewatch          |
| 524941 - | 2004 HB24                | 16 aprile 2004   | Spacewatch          |
| 524942 - | 2004 HR26                | 20 aprile 2004   | Spacewatch          |
| 524943 - | 2004 HY26                | 20 aprile 2004   | LINEAR              |
| 524944 - | 2004 HB32                | 20 ottobre 1995  | Spacewatch          |
| 524945 - | 2004 HE35                | 19 aprile 2004   | Spacewatch          |
| 524946 - | 2004 HL46                | 22 aprile 2004   | Spacewatch          |
| 524947 - | 2004 HR47                | 22 aprile 2004   | Spacewatch          |
| 524948 - | 2004 HG57                | 21 aprile 2004   | Spacewatch          |
| 524949 - | 2004 HR74                | 10 maggio 2000   | P. G. Comba         |
| 524950 - | 2004 JZ                  | 9 maggio 2004    | Spacewatch          |
| 524951 - | 2004 JT25                | 15 maggio 2004   | LINEAR              |
| 524952 - | 2004 JQ31                | 15 maggio 2004   | CINEOS              |
| 524953 - | 2004 JF38                | 25 aprile 2004   | Spacewatch          |
| 524954 - | 2004 JO39                | 14 maggio 2004   | Spacewatch          |
| 524955 - | 2004 JG48                | 13 maggio 2004   | Spacewatch          |
| 524956 - | 2004 JS54                | 9 maggio 2004    | Spacewatch          |
| 524957 - | 2004 JY55                | 12 gennaio 2011  | Mount Lemmon Survey |
| 524958 - | 2004 KF7                 | 19 maggio 2004   | Spacewatch          |
| 524959 - | 2004 KJ12                | 9 maggio 2004    | Spacewatch          |
| 524960 - | 2004 KN16                | 27 maggio 2004   | Spacewatch          |
| 524961 - | 2004 LP11                | 12 giugno 2004   | SSS                 |
| 524962 - | 2004 LS14                | 11 giugno 2004   | Spacewatch          |
| 524963 - | 2004 LH23                | 15 giugno 2004   | LINEAR              |
| 524964 - | 2004 LK23                | 15 giugno 2004   | LINEAR              |
| 524965 - | 2004 MN6                 | 21 giugno 2004   | LINEAR              |
| 524966 - | 2004 NS13                | 11 luglio 2004   | LINEAR              |
| 524967 - | 2004 NW13                | 11 luglio 2004   | LINEAR              |
| 524968 - | 2004 NZ19                | 14 luglio 2004   | LINEAR              |
| 524969 - | 2004 NB24                | 14 luglio 2004   | LINEAR              |
| 524970 - | 2004 NX25                | 11 luglio 2004   | LINEAR              |
| 524971 - | 2004 NE30                | 15 luglio 2004   | SSS                 |
| 524972 - | 2004 PV18                | 8 agosto 2004    | LONEOS              |
| 524973 - | 2004 PY22                | 8 agosto 2004    | LINEAR              |
| 524974 - | 2004 PX27                | 10 agosto 2004   | SSS                 |
| 524975 - | 2004 PY30                | 8 agosto 2004    | LINEAR              |
| 524976 - | 2004 PD41                | 9 agosto 2004    | SSS                 |
| 524977 - | 2004 PJ41                | 17 luglio 2004   | LINEAR              |
| 524978 - | 2004 PF42                | 9 agosto 2004    | LINEAR              |
| 524979 - | 2004 PU48                | 8 agosto 2004    | LINEAR              |
| 524980 - | 2004 PA55                | 8 agosto 2004    | LONEOS              |
| 524981 - | 2004 PM57                | 9 agosto 2004    | LINEAR              |
| 524982 - | 2004 PH65                | 10 agosto 2004   | LINEAR              |
| 524983 - | 2004 PF70                | 13 luglio 2004   | SSS                 |
| 524984 - | 2004 PP72                | 8 agosto 2004    | LINEAR              |
| 524985 - | 2004 PA76                | 9 agosto 2004    | LINEAR              |
| 524986 - | 2004 PH78                | 9 agosto 2004    | LINEAR              |
| 524987 - | 2004 PH84                | 10 agosto 2004   | LINEAR              |
| 524988 - | 2004 PV102               | 12 agosto 2004   | LINEAR              |
| 524989 - | 2004 PF110               | 21 luglio 2004   | SSS                 |
| 524990 - | 2004 PP111               | 11 agosto 2004   | LINEAR              |
| 524991 - | 2004 PL113               | 8 agosto 2004    | LINEAR              |
| 524992 - | 2004 QH2                 | 19 agosto 2004   | J. Broughton        |
| 524993 - | 2004 QW5                 | 20 agosto 2004   | Spacewatch          |
| 524994 - | 2004 QL29                | 21 agosto 2004   | SSS                 |
| 524995 - | 2004 RS15                | 11 agosto 2004   | LINEAR              |
| 524996 - | 2004 RE17                | 7 settembre 2004 | Spacewatch          |
| 524997 - | 2004 RG20                | 7 settembre 2004 | Spacewatch          |
| 524998 - | 2004 RN24                | 8 settembre 2004 | LINEAR              |
| 524999 - | 2004 RO45                | 8 settembre 2004 | LINEAR              |
| 525000 - | 2004 RJ55                | 8 settembre 2004 | LINEAR              |